# Herbert David

Herbert David

Herbert David (* 6. Mai 1900 in Jechnitz, Österreich-Ungarn als Herbert Friedrich David; † 1. Juni 1985 in Springe) war ein deutscher Jurist, Politiker (NSDAP) und SS-Führer. David war nationalsozialistischer Politiker in seiner Heimat, der nach dem „Anschluss“ des Sudetenlandes an das Deutsche Reich in den nationalsozialistischen Reichstag einzog. Nach dem Zweiten Weltkrieg wurde er zwar angeklagt, letztendlich allerdings freigesprochen.

## Werdegang
David war Sohn des k.k. Gerichtsadjunkt Emanuel David (* 14. April 1869 in Auscha) und dessen Ehefrau Gisela geb. Ehrenfeld (* 16. April 1873 in Bärenstein in Sachsen). Er besuchte das Gymnasium in Leitmeritz. Zwischen Mitte März 1918 und Ende Oktober 1918 nahm David als Soldat der k.u.k. Armee auf Seiten Österreich-Ungarns am Ersten Weltkrieg teil. Nach Abschluss seiner Schullaufbahn studierte David von 1920 bis 1924 Rechtswissenschaft an der Universität Prag und in Leipzig. Von Oktober 1925 bis Mai 1926 leistete er im tschechoslowakischen Militär seinen Dienst ab. Nach seiner Rückkehr promovierte David 1926 zum Dr. jur. und war danach Rechtsanwaltsanwärter. Nachdem er am 19. Dezember 1930 die große Staatsprüfung bestand, war er ab dem 20. Mai 1931 als selbstständiger Rechtsanwalt in Leitmeritz tätig. Er war Mitglied der DNSAP und bis zur Selbstauflösung der Partei im Herbst 1933 in Leitmeritz als Ortsleiter der Partei tätig. Im sogenannten Volkssportprozess war er Verteidiger von Hans Krebs. Nachdem David von September 1933 bis Dezember 1934 selbst unter Polizeiaufsicht stand, wechselte er zur SdP. Dort wurde er 1936 Leiter des Rechtsamts und gehörte ab Februar 1937 dem Führungsrat an.
David wurde nach der Ergänzungswahl am 4. Dezember 1938 Mitglied des nationalsozialistischen Reichstages für die, durch das Münchener Abkommen dem Deutschen Reich zugeschlagenen sudetendeutschen Gebiete. Bis zum Frühjahr 1945 war David Reichstagsabgeordneter der NSDAP, da die SdP bereits im Herbst 1938 in die NSDAP eingegliedert wurde. David beantragte am 3. Januar 1939 die Aufnahme in die NSDAP und wurde rückwirkend zum 1. November 1938 aufgenommen (Mitgliedsnummer 6.607.924), ab März 1939 gehörte er auch der SS (SS-Nummer 314.954) an, in der er den Rang eines Oberführers erreichte. Im März 1939 wurde David zum Präsidenten des Oberlandesgerichtes in Leitmeritz bestellt. Später wurde er noch Amtsleiter im Gaurechtsamt im Protektorat Böhmen und Mähren und Gauverwalter des NS-Rechtswahrerbundes. Er erhielt eine Einberufung zum Kriegsdienst, wurde jedoch zunächst auf Antrag des Reichsjustizministers unabkömmlich gestellt. Von Mitte Februar 1942 bis Mitte September 1942 war David dennoch als Angehöriger der Waffen-SS bei SS- und Polizeigerichten in München und der Ostfront eingesetzt. David wurde aufgrund eines Disziplinarverfahrens am 15. August 1944 im Namen des Reichsführers SS Heinrich Himmler mit einem strengen Verweis bestraft. Er war zuvor mit seinem Dienstwagen zur Jagd gefahren, außerdem soll er sich beim Ernährungsamt in Leitmeritz nicht seinem Amt entsprechend benommen haben. Im September 1944 wurde er dafür durch Himmler zu einer Einheit der Waffen-SS versetzt. Ernst Dürig vertrat David als Oberlandesgerichtspräsident in Leitmeritz.
Bei Kriegsende gelangte David nach Bayern und war vom 11. Mai 1945 bis 20. Mai 1947 in einem Kriegsgefangenenlager interniert. Zudem unterzog er sich einem Spruchverfahren in Mühldorf und wurde am 16. Juli 1946 als Hauptbeschuldigter eingestuft, während ihn später die Berufungskammer in München als Minderbelasteten einstufte. Später erhielt David Versorgungsbezüge des Bundeslandes Niedersachsen aufgrund seiner Tätigkeit als Präsident eines OLG. Gegen David und 19 weitere ehemals hochrangige NS-Juristen wurde ab 1960 strafrechtlich ermittelt, da sie am 23. und 24. April 1941 an einer Tagung in Berlin teilgenommen haben sollen, bei denen die OLG-Präsidenten über die nationalsozialistischen Krankenmorde der „Aktion T4“ informiert wurden. Da David die Teilnahme an der Tagung nicht nachgewiesen werden konnte, wurde der Tatvorwurf der Beihilfe zum Mord fallen gelassen und Davids gerichtliche Verfolgung ausgesetzt.